# Weinmeisterstraße (metrostation)
Weinmeisterstraße is een station van de metro van Berlijn, gelegen onder de gelijknamige straat in het Berlijnse stadsdeel Mitte, niet ver van de Alexanderplatz en de Hackescher Markt. Het metrostation opende op 18 april 1930 en ligt aan lijn U8. Tussen 1961 en 1990 passeerden de treinen van deze West-Berlijnse lijn het station zonder te stoppen. Net als alle andere in Oost-Berlijn gelegen stations op het transittraject werd Weinmeisterstraße een spookstation.
Station Weinmeisterstraße werd ontworpen door Alfred Grenander in de stijl van de nieuwe zakelijkheid. De kenkleur van het metrostation is lila.